# Nissan Ute
O Ute foi um veículo vendido pela Nissan na Austrália, de 1989 a 1992.